# Alamanno (nome)
Alamanno  è un nome proprio di persona italiano maschile.

## Varianti
- Maschili: Alemanno[3][5], Almanno[1]
  - Alterati: Alamanetto[1]
  - Ipocoristici: Amanno[6], Manno[1][7], Manetto[1]
- Femminili: Alamanna[3], Alemanna[3][5]

### Varianti in altre lingue
- Germanico: Alaman[8], Alman[8]
- Latino: Alamannus[1][4], Almannus[1]

## Origine e diffusione
Deriva dal nome germanico Alaman, composto da ala ("tutto") e mann ("uomo"); il significato complessivo viene talvolta interpretato come "insieme di uomini", "tutti gli uomini". Il nome venne portato da una tribù germanica, quella degli Alemanni, da cui prende il nome l'Alemannia, e quindi può anche essere interpretato come un etnonimo riferito a tale popolo o a tale terra ("appartenente agli Alemanni", "proveniente dall'Alemannia").
Ad oggi conta una diffusione molto scarsa, mentre sopravvive meglio in molti cognomi (come Alemagna, Alemanni e Allemandi).

## Onomastico
Il nome è adespota, cioè non è portato da alcun santo. L'onomastico si può festeggiare il 1º novembre, giorno di Ognissanti.

## Persone
- Alamanno di Hautvillers, teologo francese
- Alamanno Adimari, arcivescovo cattolico e pseudocardinale italiano
- Alamanno Morelli, attore teatrale italiano
- Alamanno Pecchioli, presbitero e letterato italiano
- Alamanno Salviati, cardinale italiano

### Varianti
- Alemanno Cortopassi, compositore italiano